# Nova Jošava
Nova Jošava är en ort i Kroatien.   Den ligger i länet Virovitica-Podravinas län, i den östra delen av landet, 160 km öster om huvudstaden Zagreb. Nova Jošava ligger 199 meter över havet och antalet invånare är 191.
Terrängen runt Nova Jošava är platt åt nordost, men åt sydväst är den kuperad. Runt Nova Jošava är det ganska glesbefolkat, med 38 invånare per kvadratkilometer. Närmaste större samhälle är Našice, 12,4 km öster om Nova Jošava. I omgivningarna runt Nova Jošava växer i huvudsak lövfällande lövskog.